# Los premios
Los premios es la primera novela del escritor argentino Julio Cortázar, publicada en 1960. Debido a algunos de sus aspectos, es a menudo considerada un texto precursor a la novela Rayuela. Si bien es la primera novela de Cortázar en ser publicada, en realidad fue la tercera en ser escrita. La crítica de aquel entonces la elogió tanto por ser la primera novela del autor como por su trama.

## Trama
La historia narra el viaje de un grupo de personas, ganadoras de un sorteo, en el crucero Malcolm. Lo que debería ser un viaje de placer se ve nublado por la prohibición de ir a popa, misterio que muchos de los pasajeros intentan desentrañar, tomándolo todo como si fuera un juego. A lo largo del relato, el pasado de los personajes se va dando a conocer, pero la situación de cambio con la vida anterior que propone el viaje va distorsionando sus personalidades. Al final, hay un cambio notable en muchos de ellos.